# Insouciance (droit pénal)
En droit pénal canadien, l'insouciance est un degré de mens rea (« culpabilité morale ») subjective qui implique d'agir consciemment malgré l'existence du risque injustifié que l'infraction soit commise.
Dans la mens rea subjective, l'insouciance se distingue de l'intention en raison de l'ampleur du risque qui est pris. De plus, le degré de culpabilité morale de la personne insouciante n'atteint pas le niveau où la personne aurait le désir des conséquences (ce qui serait bien sûr plus coupable).
Par ailleurs, contrairement à la mens rea de connaissance où les mots-clés « sachant, croyant, sciemment » sont utilisés dans la disposition législative du Code criminel, la personne insouciante ne commet pas la faute en toute connaissance de cause. Et contrairement à l'aveuglement volontaire, il ne s'agit pas d'une personne qui aurait « fermé les yeux » sur les conséquences des gestes commis. 